# Саласко
Сала̀ско (на италиански: Salasco; на пиемонтски: Salasch, Саласк) е село и община в Северна Италия, провинция Верчели, регион Пиемонт. Разположено е на 148 m надморска височина. Населението на общината е 122 души (към 2010 г.).